# Ypthima diplommata
Espèce
Ypthima diplommata est une espèce d'insectes lépidoptères (papillons) de la famille des Nymphalidae. On le retrouve en République démocratique du Congo et dans l'Ouest de Zambie.